# Hamazi
Hamazi o Khamazi (sumeri: Ḫa-ma-ziki) va ser un antic regne i ciutat estat que va arribar a la màxima importància entre els anys 2500 aC i 2400 aC. La seva situació és desconeguda però hauria d'estar a l'oest dels Zagros, entre Elam i Assur, potser a prop de Nuzi o de la moderna Hamadan, en tot cas a la zona del Diyala.
Hamazi va ser coneguda inicialment per una inscripció en cuneïforme arcaic, commemorant una victòria d'Utug o Uhub, un rei de Kix, sobre la ciutat en qüestió. La identificació inicial de Laurence Waddel (1929) amb Karkemish, ha estat descartada modernament. Una de les primeres referència es troba a la narració èpica Enmerkar i el Senyor d'Aratta on Enmerkar prega a Enki sobre la confusió de llengües en diverses terres al temps de la construcció del ziggurat d'Eridu i Uruk. Hamazi és l'única terra esmentada qualificada de multilingüe. A la continuació de la narració, anomenada Enmerkar i En-suhgir-ana s'esmenta que el bruixot d'Hamazi, Urgirinuna, va anar a Aratta després de la destrucció de la seva ciutat; després el senyor d'Aratta el va enviar a sotmetre Enmerkar, missió que no va reeixir.
La llista de reis sumeris esmenta al rei Hadanix d'Hamazi que hauria exercit l'hegemonia sobre Sumer o sobre una part almenys, després de derrotar a Kix, però al seu torn va ser derrotat per En-Xakanxa-Ana de la segona dinastia d'Uruk. Es coneix un altre rei, de nom Zizi, que apareix en una de les tauletes dels arxius d'Ebla, que és un missatge diplomàtic enviat pel rei Irkab-Damu d'Ebla a Zizi, el rei de Mari. El rei d'Ebla li va enviar fusta i demanava a canvi l'enviament de mercenaris.
Més tard Hamazi apareix com una de les províncies d'Amar-Sin en la dinastia d'Ur III.; dos governadors o ensi durant aquesta dinastia porten els nom de Lu-nanna fill de Namhani, i Ur-Ishkur. El 2010 aC la província va ser ocupada i saquejada per Ixbi-Erra d'Isin en enfonsar-se la Tercera dinastia d'Ur.